# El Norte de Castilla
El Norte de Castilla est un journal régional espagnol, fondé en 1854 et publié à Valladolid.

## Histoire
Le journal, fondé en 1854, prend le nom d'El Norte de Castilla deux ans plus tard lors de la fusion de El Correo de Castilla et El Avisador.
Après la guerre d'Espagne, les autorités renvoient la rédaction et le journal perd son indépendance. De 1958 à 1963, il est dirigé par l'écrivain Miguel Delibes,.
El Norte de Castilla appartient au groupe de presse Vocento. Le journal fête son 160e anniversaire en 2014, il a dépassé les 60 000 numéros.